# 图尔特罗勒
图尔特罗勒（法語：Tourtrol，法語發音：[tuʁtʁɔl]）是法国阿列日省的一个市镇，属于帕米耶区。

## 地理
图尔特罗勒（43°4'9"N, 1°47'54"E）面积4.97 平方千米，位于法国奧克西塔尼大區阿列日省，该省份为法国西南部内陆省份，西部和北部与上加龙省接壤，东临奥德省，东南至东比利牛斯省接壤，南与安道尔和西班牙接壤。
与图尔特罗勒接壤的市镇（或旧市镇、城区）包括：库唐、丹村、芒斯、里约克罗斯、泰耶、维维耶斯。

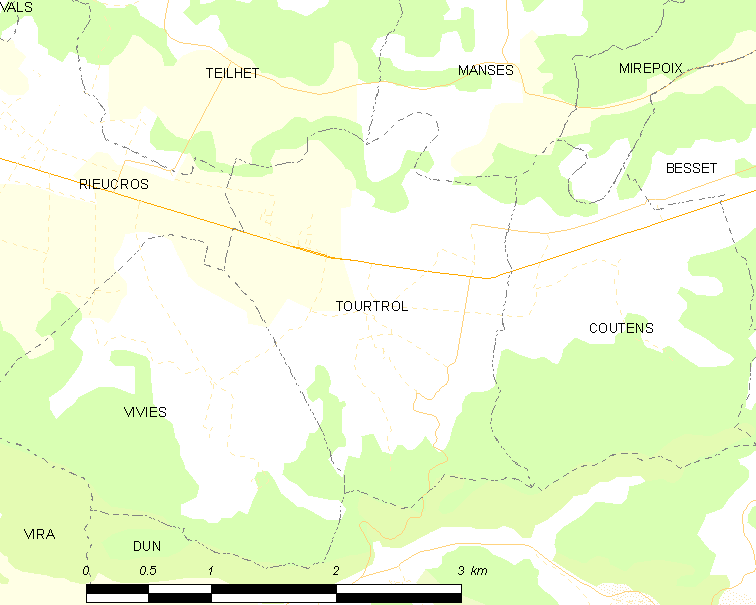
图尔特罗勒的OSM定位图

图尔特罗勒的时区为UTC+01:00、UTC+02:00（夏令时）。

## 行政
图尔特罗勒的邮政编码为09500，INSEE市镇编码为09314。

## 政治
图尔特罗勒所属的省级选区为米尔普瓦县。

## 人口

1962-2008年间图尔特罗勒人口变化图示

图尔特罗勒于2022年1月1日时的人口数量为247人。